# Adrian Mannarino
Adrian Mannarino (Soisy-sous-Montmorency, 29 de juny de 1988) és un tennista professional francès, que ha arribat al número 22 del rànking mundial de l'ATP, posició que va assolir el 19 de març de 2018. Ha guanyat cinc títols individuals després d'haver-ne perdut les primeres sis finals consecutivament.

## Palmarès

### Individual: 15 (5−10)
| Llegenda                          |
| --------------------------------- |
| Grand Slams (0−0)                 |
| ATP Finals (0−0)                  |
| ATP World Tour Masters 1000 (0−0) |
| ATP World Tour 500 (0−1)          |
| ATP World Tour 250 (5−9)          |

| Títols per superfície |
| --------------------- |
| Dura (3−7)            |
| Gespa (2−3)           |
| Terra batuda (0−0)    |

| Resultat  | Núm. | Data                   | Torneig                         | Superfície | Oponent             | Marcador         |
| --------- | ---- | ---------------------- | ------------------------------- | ---------- | ------------------- | ---------------- |
| Finalista | 1.   | 17 de gener de 2015    | Auckland, Nova Zelanda          | Dura       | Jiří Veselý         | 3−6, 2−6         |
| Finalista | 2.   | 26 de juliol de 2015   | Bogotà, Colòmbia                | Dura       | Bernard Tomic       | 1−6, 6−3, 2−6    |
| Finalista | 3.   | 1 de juliol de 2017    | Antalya, Turquia                | Gespa      | Yūichi Sugita       | 1−6, 6−7(4)      |
| Finalista | 4.   | 8 d'octubre de 2017    | Tòquio, Japó                    | Dura       | David Goffin        | 3−6, 5−7         |
| Finalista | 5.   | 30 de juny de 2018     | Antalya (2)                     | Gespa      | Damir Džumhur       | 1−6, 6−1, 1−6    |
| Finalista | 6.   | 21 d'octubre de 2018   | Moscou, Rússia                  | Dura       | Karén Khatxànov     | 2−6, 2−6         |
| Guanyador | 1.   | 16 de juny de 2019     | 's-Hertogenbosch, Països Baixos | Gespa      | Jordan Thompson     | 7−6(7), 6−3      |
| Finalista | 7.   | 29 de setembre de 2019 | Zhuhai, Xina                    | Dura       | Alex de Minaur      | 6−7(4), 4−6      |
| Finalista | 8.   | 20 d'octubre de 2019   | Moscou (2)                      | Dura (i)   | Andrei Rubliov      | 4−6, 0−6         |
| Finalista | 9.   | 1 de novembre de 2020  | Nursultan, Kazakhstan           | Dura (i)   | John Millman        | 5−7, 1−6         |
| Guanyador | 2.   | 27 d'agost de 2022     | Winston-Salem, Estats Units     | Dura       | Laslo Đere          | 7−6(1), 6−4      |
| Finalista | 10.  | 1 de juliol de 2023    | Mallorca, Espanya               | Gespa      | Christopher Eubanks | 1−6, 4−6         |
| Guanyador | 3.   | 25 de juliol de 2023   | Newport, Estats Units           | Gespa      | Alex Michelsen      | 6−2, 6−4         |
| Guanyador | 4.   | 3 d'octubre de 2023    | Astanà                          | Dura (i)   | Sebastian Korda     | 4−6, 6−3, 6−2    |
| Guanyador | 5.   | 11 de novembre de 2023 | Sofia, Bulgària                 | Dura (i)   | Jack Draper         | 7−6(6), 2−6, 6−3 |

### Dobles masculins: 1 (0−1)
| Llegenda                          |
| --------------------------------- |
| Grand Slams (0−0)                 |
| ATP Finals (0−0)                  |
| ATP World Tour Masters 1000 (0−0) |
| ATP World Tour 500 (0−1)          |
| ATP World Tour 250 (0−0)          |

| Títols per superfície |
| --------------------- |
| Dura (0−1)            |
| Gespa (0−0)           |
| Terra batuda (0−0)    |

| Resultat  | Núm. | Data                | Torneig               | Superfície | Parella        | Oponents                 | Marcador |
| --------- | ---- | ------------------- | --------------------- | ---------- | -------------- | ------------------------ | -------- |
| Finalista | 1.   | 9 d'octubre de 2022 | Nursultan, Kazakhstan | Dura (i)   | Fabrice Martin | Nikola Mektić Mate Pavić | 4−6, 2−6 |

## Trajectòria

### Individual
| Open d'Austràlia | A   | A   | 1R  | A   | 2R    | 1R  | 1R    | 2R    | 2R    | 1R    | 1R    | 3R    | 1R    | 1R    | 3R    | 4R | 2R | 4R | 0 / 14    | 14 – 14   |
| Roland Garros | Q1  | 1R  | 1R  | Q3  | 1R    | 1R  | 1R    | 2R    | 1R    | 2R    | 1R    | 1R    | 2R    | 1R    | 1R    | 1R | 1R |    | 0 / 15    | 3 – 15    |
| Wimbledon | A   | Q1  | 1R  | Q3  | 2R    | Q1  | 4R    | 2R    | 2R    | 2R    | 4R    | 4R    | 1R    | NC    | 1R    | 2R | 2R |    | 0 / 12    | 15 – 12   |
| US Open | A   | Q2  | Q2  | 2R  | 1R    | Q3  | 3R    | 3R    | 2R    | 1R    | 3R    | 1R    | 1R    | 3R    | 2R    | 1R | 3R |    | 0 / 13    | 13 – 13   |
| Total Victòries–Derrotes                                                                                                   | 0−0 | 3−3 | 0−4 | 2−4 | 17−23 | 1−7 | 10−15 | 16−23 | 28−29 | 26−28 | 33−27 | 26−30 | 27−26 | 14−17 | 14−26 |    |    |    | 220 – 265 | 220 – 265 |
| Rànquing a final d'any | 367 | 131 | 180 | 83  | 87    | 188 | 60    | 44    | 47    | 60    | 28    | 42    | 43    | 35    | 71    |    |    |    |           |           |
| Llegenda: G: Guanyador; F: Finalista; SF: Semifinalista; QF: Quarts de final; Q: Qualificació; A: Absent; RR: Round Robin; |     |     |     |     |       |     |       |       |       |       |       |       |       |       |       |    |    |    |           |           |

### Dobles masculins
| Torneig | 2008 | 2009 | 2010 | 2011 | 2012 | 2013 | 2014 | 2015 | 2016 | 2017 | 2018 | 2019 | 2020 | 2021 | 2022 | 2023 | 2024 | Títols  | V – D   |
| --- | ---- | ---- | ---- | ---- | ---- | ---- | ---- | ---- | ---- | ---- | ---- | ---- | ---- | ---- | ---- | ---- | ---- | ------- | ------- |
| Open d'Austràlia | A    | A    | A    | A    | A    | A    | 1R   | 1R   | SF   | 1R   | A    | 2R   | 2R   | 1R   | 1R   | 1R   | 2R   | 0 / 10  | 7 – 10  |
| Roland Garros | 1R   | A    | A    | A    | 1R   | 1R   | 1R   | A    | 1R   | 2R   | A    | 1R   | 2R   | 1R   | 2R   |      |      | 0 / 10  | 3 – 10  |
| Wimbledon | A    | A    | A    | A    | A    | A    | A    | 1R   | 1R   | 1R   | 1R   | A    | NC   | A    | 1R   | 2R   |      | 0 / 6   | 1 – 6   |
| US Open | A    | A    | A    | A    | A    | A    | A    | 2R   | 1R   | 2R   | A    | 1R   | A    | 1R   | 3R   | 2R   |      | 0 / 7   | 5 – 7   |
| Total Victòries–Derrotes                                                                                                   | 0−1  | 0−0  | 0−1  | 1−3  | 1−3  | 1−4  | 1−8  | 4−14 | 6−7  | 2−9  | 3−12 | 5−9  | 5−7  | 4−10 |      |      |      | 33 – 89 | 33 – 89 |
| Rànquing a final d'any | 683  |      | 853  | 561  | 388  | 799  | 679  | 220  | 92   | 286  | 278  | 227  | 186  | 164  |      |      |      |         |         |
| Llegenda: G: Guanyador; F: Finalista; SF: Semifinalista; QF: Quarts de final; Q: Qualificació; A: Absent; RR: Round Robin; |      |      |      |      |      |      |      |      |      |      |      |      |      |      |      |      |      |         |         |